# Mednarodni festival sodobnih umetnosti Mesto žensk
Mednarodni festival sodobnih umetnosti Mesto žensk organizira Mesto žensk-Društvo za promocijo žensk v kulturi, ki je bilo ustanovljeno oktobra 1996.
Festival je bil prvič organiziran leta 1995 na pobudo nekdanjega Urada za žensko politiko RS (zdaj Urad za enake možnosti). Od leta 1995 predstavlja umetniško in kulturno produkcijo žensk na področju odrskih umetnosti, glasbe, vizualnih umetnosti, ﬁlmske in video produkcije. Namen festivala je dokazati, da je ženske ustvarjalnosti na vseh področjih veliko več, kot jo je na prvi pogled vidne, želi pa tudi ozavestiti javnost o nesorazmerni zastopanosti žensk v umetnosti in kulturi. Osnovni motiv je bil vključitev »ženskega« v javni diskurz kulturnega dogajanja in ne izključitev »moškega«. Organizatorke so želele predstaviti odmeven dogodek, ki bi s provokativnimi razpravami ovrgel stereotipne predstave o ženski ustvarjalnosti in predstavil kakovostna dela z različnih koncev sveta. To je političen projekt s kulturno vsebino, ki nudi podporo ženski ustvarjalnosti in ustvarjalnosti LGBTIQ populacije. Poleg umetniških dogodkov že od začetka ponuja tudi analizo razmer, v katerih predstavljena umetnost nastaja.
Festival poteka vsako leto v začetku oktobra. Gosti od 40 do 60 umetnic in teoretičark, obišče pa ga več tisoč obiskovalck_cev. Od ustanovitve je na njem sodelovalo več kot 700 umetnic_kov, kolektivov, skupin, kuratoric_jev, teoretičark in aktivistk z vsega sveta. Festival sodeluje s številnimi institucijami in prizorišči v Ljubljani, Sloveniji in tujini ter uživa veliko medijsko pozornost. Glavni soproducent festivala je Cankarjev dom.
V oktobru 2013 sta se mednarodni feministični in kvirovski festival Rdeče zore ter Mednarodni festival sodobnih umetnosti Mesto žensk povezala in pripravila skupni projekt Rdeča zora nad Mestom žensk.

## O društvu Mesto žensk-Društvo za promocijo žensk v kulturi
Osnovni cilji društva so promocija enakopravnosti med spoli, vzpodbujanje ustvarjalnosti žensk v kulturi in znanosti ter vzpodbujanje enakopravne zastopanosti na področju kulture in drugih družbenih aktivnosti. Za doseganje teh ciljev društvo čez celo leto organizira kulturne prireditve, znanstvena srečanja, izdaja publikacije, sodeluje s kulturnimi in izobraževalnimi institucijami v Sloveniji in tujini ter organizira vsakoletni mednarodni festival sodobnih umetnosti Mesto žensk.
Društvo ima status nevladne organizacije. Vodi ga neodvisni svet posameznic in posameznikov z različnih področij slovenske kulture, umetnosti in politike. Svetu društva predseduje častna predsednica. Za program, koordinacijo in organizacijo med letom skrbi nekaj članska redna ekipa, izvedbeno ekipo festivala pa sestavlja v povprečju deset ljudi, ki delajo na festivalu nekaj mesecev in so običajno samozaposlene_i v kulturi ter in prostovoljke_ci.

## Ekipa festivala
Od leta 2010 je častna predsednica društva in pokroviteljica festivala Vesna Leskošek. Programska vodja festivala je od leta 2016 Teja Reba, pred tem je bila šest let v tej vlogi Mara Vujić. Od leta 1998 so bili programski vodje festivala Koen Van Daele, Sabina Potočki, Bettina Knaup, Milijana Babić, Katja Kobolt, Dunja Kukovec in Predrag Pajdić.